# アイク・ディオグ
イケチュクワ・ソモトチュクワ・ディオグ（Ikechukwa Somotochukwa Diogu, 1983年9月11日 - ）はアメリカ合衆国のニューヨーク州バッファロー出身のバスケットボール選手。Bリーグの島根スサノオマジックに所属している。ポジションはパワーフォワード。身長206cm、体重115.7kg。

## 経歴

### 学生時代
ディオグの両親はナイジェリア人で、1980年にアメリカに渡った。バッファローで生まれたディオグは、その後テキサス州ガーランドに移り、地元の高校に進学した。
大学はアリゾナ州立大学に通い、ロブ・エヴァンスコーチの下で才能を開花させた。またその間、パシフィック・テン・カンファレンスの数々の栄誉を得た。

### NBA
2005年のNBAドラフトで、ゴールデンステート・ウォリアーズから1巡目（全体9位）指名を受けた。前評判は決して高くなかったため、当日、ディオグは会場に駆け付けていなかった。そのために指名された新人がチームの帽子を被ってデビッド・スターンコミッショナーと握手を交わすというNBAではお馴染みとなっているツーショットが発表されることはなかった。ディオグはその後NBAサマーリーグに参加。上位指名が期待外れではなかったかのような活躍をし、低迷を続けるチームの有力新人として開幕を迎えることになった。しかしながら、開幕直前に薬指を骨折。約1ヶ月間、欠場を余儀なくされた。NBAデビュー後はベンチからの出場が続き、12月にはこの年の最高となる27得点を記録した。好調と不調の波が激しかったが、ダブル・ダブルや12リバウンドなど、リバウンダーとしての片鱗も伺わせた。また、シーズン終盤は出場時間も増え、7試合連続で10得点を記録するなど有力新人ぶりを発揮させた。
2006-07シーズンもインサイドのベンチ要員として期待されていたが、シーズン途中の1月17日、トレードによりアル・ハリントン、スティーブン・ジャクソン、シャルーナス・ヤシケヴィチュス、ジョシュ・パウエルと交換で、マイク・ダンリービー、トロイ・マーフィー、キース・マクリオドと共に、インディアナ・ペイサーズへ移籍。さらに2008年のオフ、トレードでポートランド・トレイルブレイザーズに移籍。その後、ニューオーリンズ・ホーネッツ、ロサンゼルス・クリッパーズ、サクラメント・キングスなどを渡り歩き、2011-12シーズンはサンアントニオ・スパーズの開幕ロースターに登録されたものの、直ぐに解雇され、以降は中国などでプレーしている。

## プレイスタイル
NBA選手のインサイドプレイヤーでありながら203cmと小柄である。しかし厚みがある強靭な体格と、長い腕を生かしたプレイが特徴的だといえる。NBAではダニー・フォートソンなどと同タイプの選手といえるだろう。またリバウンダーとしての素質を開花させつつあるディフェンシブな選手でありながら、オフェンス面においてはフリースローを高確率で成功させることもできる。本来のポジションはパワーフォワードだがセンターをこなすこともある。